# カール・マイアー・フォン・ロートシルト

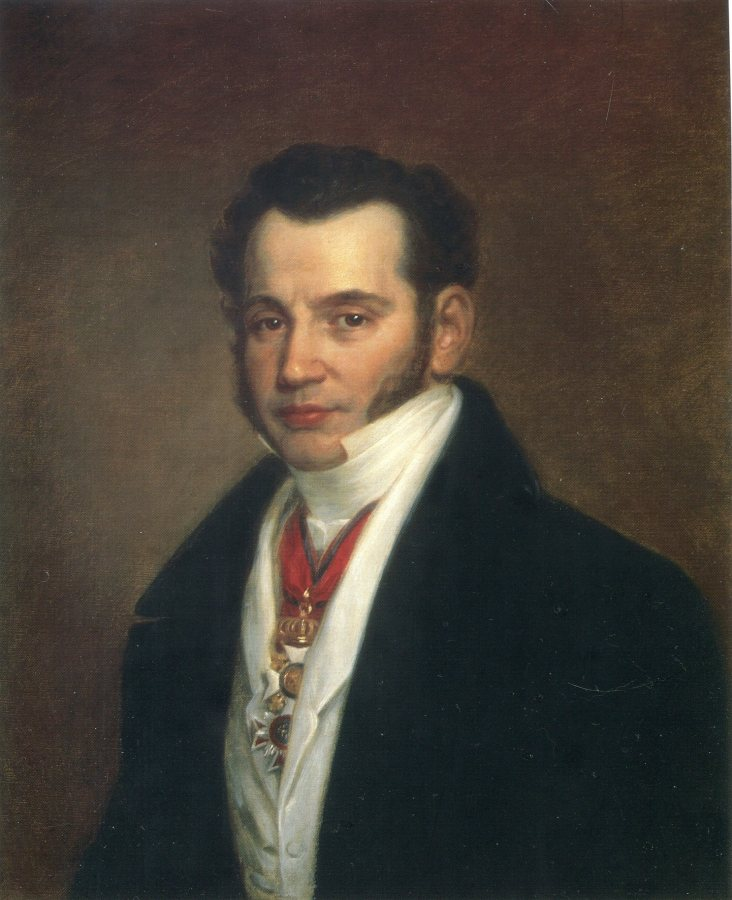
カール・マイアー・フォン・ロートシルト

カール・マイアー・フォン・ロートシルト（Carl Mayer von Rothschild、1788年4月24日 - 1855年3月10日は、両シチリア王国を拠点としたドイツ系ユダヤ人の銀行家で、ロスチャイルド家の一員。ロスチャイルド家のナポリにおける事業を立ち上げた。
ロスチャイルド財閥の祖マイアー・アムシェル・ロートシルト（1744年 - 1812年）の四男としてフランクフルト・アム・マインに生まれる。生まれたときの名前はカルマン・マイアー・ロートシルトであるが、家族内での呼び名だった「カール」の名で知られる。富裕な一族に生まれた彼は、29歳で結婚してフランクフルトのノイエ・マインツァー通りに居を構えるまで、父マイアー・アムシェルの下で銀行業の下積みを行った。1818年9月16日に結婚した妻アデルハイト・ヘルツ（Adelheit Herz、1800年 - 1853年）との間には、以下の5人の子をなした。
- シャルロット（Charlotte、1819年 - 1884年）：ライオネル・ド・ロスチャイルド（Lionel de Rothschild、1808年 - 1879年、ネイサン・メイアー・ロスチャイルドの長男）の妻
- マイアー・カール（Mayer Carl、1820年 - 1886年）
- アドルフ・カール（Adolf Carl、1823年 - 1900年）
- ヴィルヘルム・カール（Wilhelm Carl、1828年 - 1901年）
- アンセルム・アレクザンダー・カール（Anselm Alexander Carl、1835年 - 1854年）

長兄のアムシェル・マイアーはヨーロッパ全域において一家の事業展開を行うために、自らはフランクフルトに残りながら、弟たちをヨーロッパの各都市に送り、その地で銀行を開業させた。1821年にオーストリア軍がナポリを占領すると、好機と見たロスチャイルド家はカールをナポリに送った。
カールはしばしば5人兄弟のうちで最も出来が悪かったと見られているが、ナポリにおける彼の働きは優秀な金融業者であることを示している。また、ビジネス上の重要なコネクションを作ることにも秀でており、ルイージ・デ・メディチ蔵相との良好な関係を作り上げていた。ロスチャイルド家の銀行をナポリにおける主要行としたカールの成功で、ロスチャイルド家は英国および他のヨーロッパ主要3カ国における存在感を出し、一族は大きな影響力を持つこととなった。
1822年にカールと4人の兄弟はオーストリア皇帝フランツ1世から男爵に叙せられた。1826年の冬には、後にベルギー国王となるザクセンコーブルク公レオポルドをナポリの邸宅に招いている。シチリアの在フランクフルト総領事に任命（1829年）されたほか、1832年1月にはローマ教皇グレゴリウス16世から騎士団勲章を受けている。
カールは、フランクフルトとナポリのいずれにも邸宅を持っていた。父マイアー・アムシェルがフランクフルト郊外に所有していた土地に1837年に建てた邸宅は、現在ギュンターズブルク・パークとして知られている。また、1841年にはヴェスヴィオを臨むサン・ジョルジョ・ア・クレマーノの邸宅ヴィッラ・ピニャテッリを購入している。
1853年の妻アデルハイト、1854年の四男アンセルム・アレクザンダー・カールの死を追うように、カールは1855年にナポリで死去した。彼の資産は、7分の1が娘シャルロットに、残りが存命の3人の息子に均等配分された。二男のアドルフ・カールがナポリにおける事業を継ぎ、長男マイアー・カールと三男ヴィルヘルム・カールは子どもを遺さずに死去した伯父アムシェル・マイアーのフランクフルトにおける事業を継いだ。